# Азовская дача
Азовская дача — лесной заказник местного значения. Находится в Мариупольском районе Донецкой области. Статус заказника присвоен решением облисполкома № 276 от 27 июня 1984 года. Площадь — 1678 га. На территории заказника находятся дубовые насаждения рукотворного происхождения, которые расположены на высоком плато.
Дубовые насаждения — памятник истории лесоразведения, они были заложены в 1876 году.
В дубовых насаждениях встречаются поляны и просеки с разнотравьем, гнездятся птицы. Также среди дубовых насаждений встречается рябина.
Как указание на наличие в районе дубового лесничества ветви дуба вошли в герб бывшего Никольского района и обрамляют щит.
С заказником работает Приазовский гослесхоз.
В 2022 году территория заказника была захвачена российскими войсками в ходе вторжения России на Украину.